# SS-Fallschirmjäger-Bataillon 500

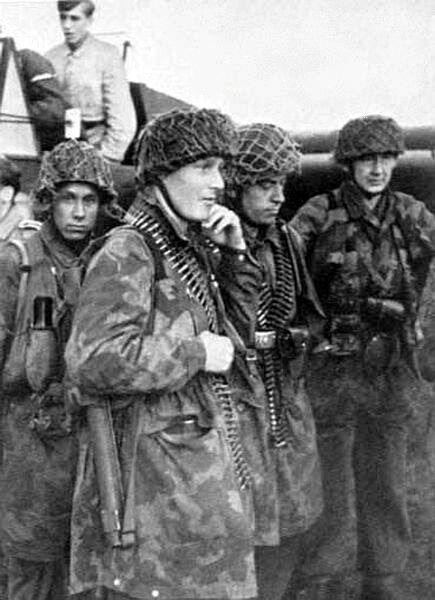
Paracadutisti del battaglione in attesa di partire per il "raid su Drvar".

L'SS-Fallschirmjäger-Bataillon 500 (500º battaglione paracadutisti delle Waffen-SS) fu costituito alla fine del 1943 per essere impiegato per "incarichi speciali", dopo il brillante successo e la risonanza propagandistica dell'azione aviotrasportata dei paracadutisti tedeschi per la liberazione di Benito Mussolini.
Il battaglione venne impiegato una sola volta in missioni aviotrasportate, durante l'operazione Rösselsprung del maggio 1944 contro il quartier generale dei partigiani jugoslavi a Drvar; i paracadutisti SS quasi riuscirono ad uccidere il capo nemico Josip Broz Tito ma subirono pesanti perdite e l'operazione terminò con un fallimento.

## Storia
Il battaglione, composto interamente da volontari, venne riunito a Chlum, in Cecoslovacchia, nell'ottobre del 1943, e successivamente trasferito alla scuola addestramento della Luftwaffe di Madanrushka-Banja, in Jugoslavia, per alcuni lanci di addestramento, e in seguito a Pápa, in Ungheria, per completare l'addestramento.
La prima azione importante in cui il battaglione fu impegnato, l'Operazione Rösselsprung ("mossa del cavallo"), nell'aprile 1944, prevedeva il lancio di alianti proprio sopra il complesso del Quartier generale dei partigiani di Tito a Bastasi, presso Drvar, dove era presente una missione militare britannica comandata dal maggiore Randolph Churchill, il figlio di Winston Churchill. Il piano consisteva nel catturare Tito il giorno del suo compleanno, il 25 maggio 1944, e tenerlo prigioniero fino all'arrivo dei rinforzi da parte della divisione "Prinz Eugen" e di altre forze di fanteria stanziate nei dintorni. Tuttavia i paracadutisti erano una forza troppo piccola per lottare contro le forze partigiane in zona, per cui vennero circondati e subirono pesanti perdite nel cimitero di Drvar.
I superstiti furono dapprima inviati a Petrovac e in seguito a Lubiana, dove rimasero fino alla fine di giugno. Trasferito a Gotenhafen (l'odierna Gdynia), nella Prussia orientale, il battaglione prese parte all'occupazione delle Isole Åland, sul Mar Baltico; in seguito fu trasferito a Riga e più tardi a Vilnius, dove prese parte a durissimi combattimenti contro le forze sovietiche, prima di essere trasferito a Memel nell'ottobre 1944.
Sciolto nello stesso mese, i superstiti vennero trasferiti in Austria per costituire l'SS-Fallschirmjäger-Bataillon 600.

## Comandanti
- SS-Sturmbannführer Herbert Gilhofer (ottobre 1943 - aprile 1944)
- SS-Hauptsturmführer Kurt Rybka (aprile 1944 - 26 giugno 1944)
- SS-Sturmbannführer Siegfried Milius (26 giugno 1944 - ottobre 1944)